# Radoslav Rogina
Radoslav Rogina (Varaždin, 3 de març de 1979) és un ciclista croat, professional des del 2002. Actualment corre a l'equip Adria Mobil. En el seu palmarès destaquen quatre Campionats de Croàcia en ruta, un en contrarellotge i tres edicions de la The Paths of King Nikola i una Volta a Eslovènia.

## Palmarès
- 2001
  - Vencedor d'una etapa al Gran Premi Kranj
- 2003
  -  Campió de Croàcia en ruta
  -  Campió de Croàcia en contrarellotge
  - 1r a la The Paths of King Nikola i vencedor d'una etapa
- 2006
  - 1r a la The Paths of King Nikola i vencedor d'una etapa
- 2007
  - 1r a la Volta a Croàcia
  - 1r al Gran Premi de la Selva Negra
  - Vencedor d'una etapa a la Volta a Sèrbia
- 2008
  - Vencedor d'una etapa a la Volta a Eslovènia
  - Vencedor de 2 etapes a la Volta a Sèrbia
- 2009
  - 1r a la The Paths of King Nikola i vencedor d'una etapa
  - 1r al Trofeu internacional Bastianelli
- 2010
  -  Campió de Croàcia en ruta
  - Vencedor d'una etapa de la Istrian Spring Trophy
  - Vencedor d'una etapa a la Volta al Marroc
  - Vencedor d'una etapa al Tour del llac Qinghai
- 2012
  - Vencedor d'una etapa a la Szlakiem Grodów Piastowskich
- 2013
  - 1r al Gran Premi Šenčur
  - 1r a la Volta a Eslovènia i vencedor d'una etapa
- 2014
  -  Campió de Croàcia en ruta
  - 1r a la Sibiu Cycling Tour i vencedor d'una etapa
  - 1r al Gran Premi Raiffeisen
- 2015
  - 1r a la Volta al llac Qinghai
- 2016
  -  Campió de Croàcia en ruta

### Resultats al Giro d'Itàlia
- 2004. 87è de la classificació general